# Соні (Нара)
Соні (яп. 曽爾村, そにむら, соні мура ) — село в Японії, у північно-східній частині префектури Нара.